# Sendai Daikannon
A Sendai Daikannon (仙台 大観音, lit. A grande Kannon de Sendai) é uma estátua da Boddhisattva Kannon localizada na cidade de Sendai, prefeitura de Miyagi. Trata-se da estátua mais alta de Kannon no mundo e a estátua mais alta de uma deusa no Japão, bem como também a quinta estátua mais alta do mundo (100 metros) desde 2008.
No momento de sua finalização em 1991, era a estátua mais alta do mundo. Um elevador transporta os visitantes para a parte superior, de onde se pode contemplar a cidade de Sendai. A estátua porta em sua mão direita a gema dos desejos nyoihōju, enquanto na esquerda sustenta um frasco que despeja a "água da sabedoria".